# غلامرضا اشرافی
غلامرضا اشرافی (زادهٔ ۱۳۳۲ در زابل) نمایندهٔ حوزهٔ انتخابیهٔ زابل در دورهٔ پنجم مجلس شورای اسلامی بوده‌است.